# Paweł Zawadzki
Paweł Zawadzki (ur. 31 października 1953 w Bydgoszczy) – polski piłkarz, pomocnik, potem trener.
Karierę sportową rozpoczął Zawiszy Bydgoszcz. Następnie przeszedł do bydgoskiego Zachemu. Później występował w I-ligowym Widzewie Łódź. W barwach Widzewa rozegrał sześć spotkań w europejskich pucharach. Potem wyjechał do Radomia, by reprezentować barwy miejscowego Radomiaka. W 1984 roku wywalczył z radomskim zespołem awans do I ligi. Wówczas pełnił rolę kapitana swojej drużyny. Z radomianami w ekstraklasie uczestniczył przez jeden sezon, z którymi po rundzie wiosennej zajmował 5. miejsce, a w klasyfikacji generalnej uplasował się na 15. pozycji. Po występach w niższej klasie ligowej zakończył karierę.
Po zakończeniu gry na boisku zajął się pracą szkoleniową. W 1986 roku objął stanowisko II trenera Widzewa Łódź. Następnym klubem, w którym pracuje jako trener jest Start Łódź.